# الدين في أوزبكستان

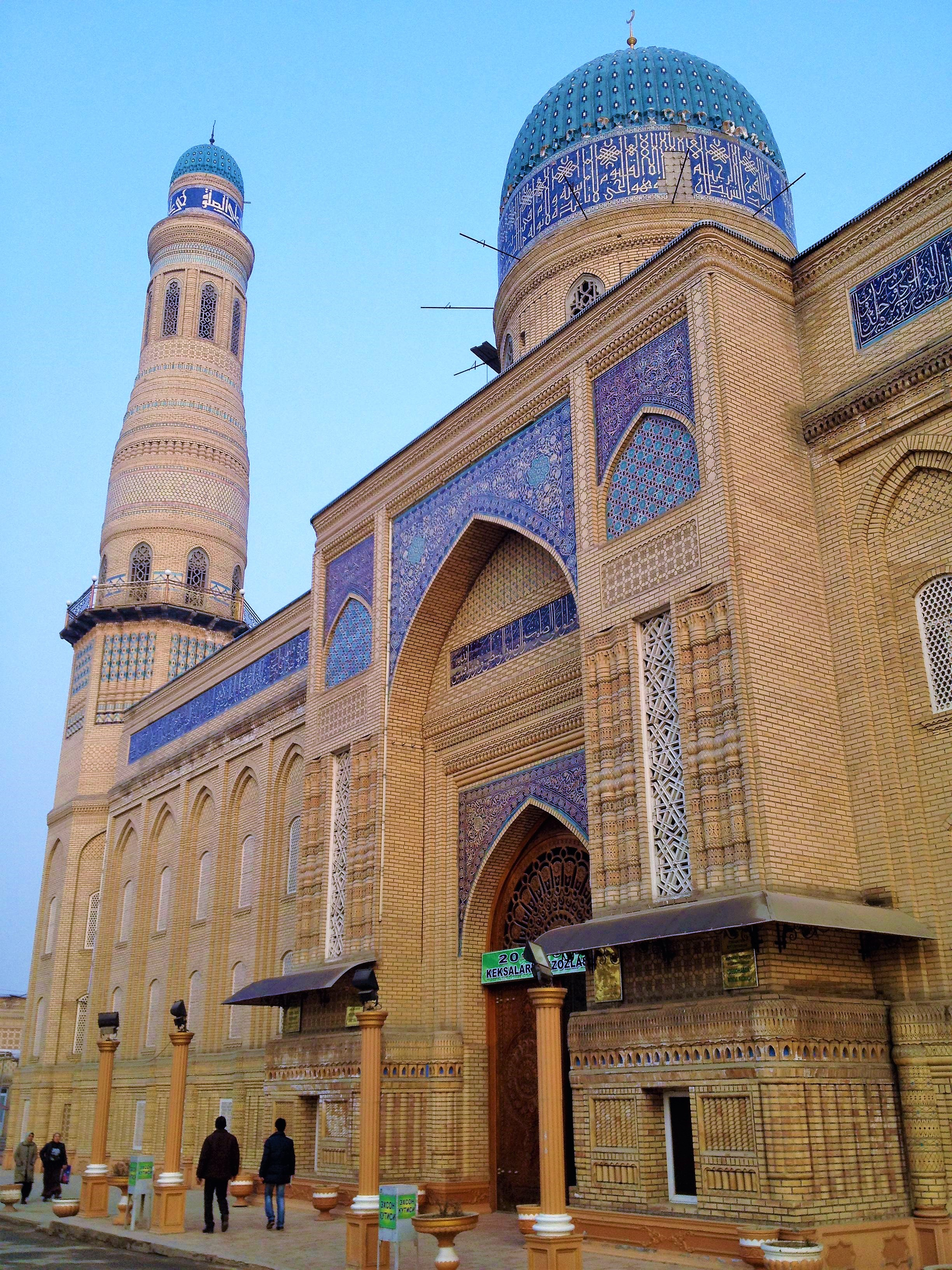

يعتنق الدين الإسلامي 96.3% من السكان في أوزباكستان في سنة 2009, والمسيحية حوالي 5%, كما يتواجد 5.000 يهودي تقريباً حسب إحصائيات 2007.

## الإسلام

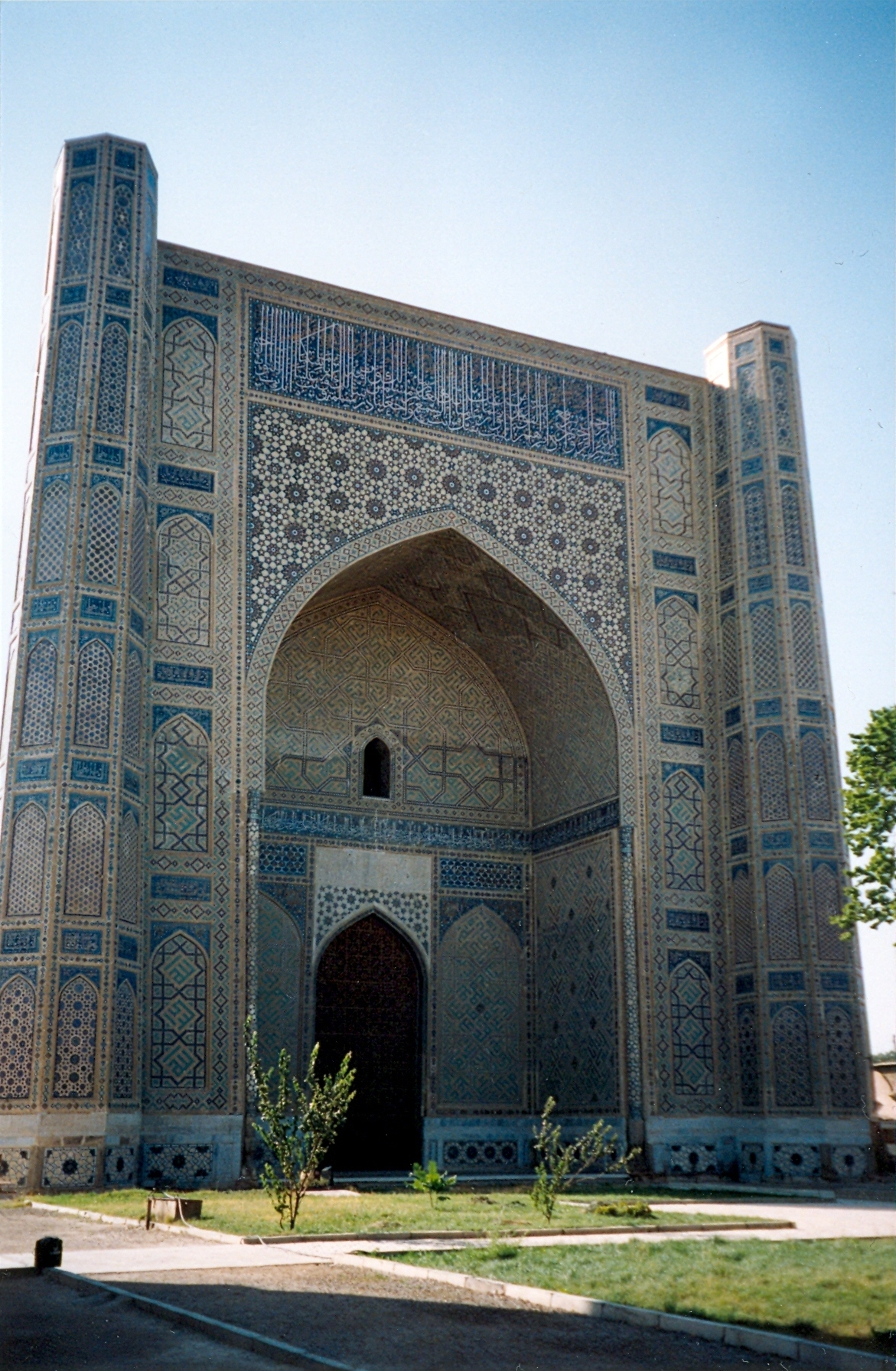
واجهة مسجد بيبي خانيم

دخل الإسلام أوزباكستان في القرن الثامن عند دخول العرب وسط آسيا. وبدأ انتشار الإسلام في جنوب البلاد ليشمل لاحق باق المناطق.
في القرن الرابع عشر، شيد القائد تيمورلنك العديد من المباني الدينية من بينها مسجد بيبي خانيم. كما انتشر الإسلام في البلاد بعد اعتناق أوزبج خان له.

## المسيحية
أغلب السكان المسيحيين هم من أوصول روسية.بالاضافه لبعض المهاجرين من إيران عقب الثورة الاسلاميه 1979م

## اليهودية
يبلغ عدد السكان اليهود حوالي 5000 ساكن في سنة 2007، ويمثلون 0.2 من إجمالي السكان.